# Delvenau
La Delvenau est une rivière du Lauenbourg dans le Schleswig-Holstein.

## Description
Elle prend sa source à Büchen, traverse Lauenburg/Elbe et se jette dans l'Elbe après un cours de 50 km.
Le canal Elbe-Lübeck l'unit à la Stecknitz (de). Elle joint par conséquent l'Elbe à la Trave.